# Disney Kid
Disney Kid  était une émission jeunesse diffusée sur M6 entre septembre 1999 et mai 2002. Cette émission proposait 2 ou 3 dessins animés chaque mercredi matin et pendant les vacances scolaires. Cette émission était souvent précédée d'une série Disney de l'époque.

## Contexte
En 1999, TF1 ne mise plus trop sur les séries animées Disney privilégiant TF! Jeunesse (Club Disney ne proposant ainsi que 4 séries animées), M6 décide de lancer en septembre 1999 une case consacrée aux séries Disney: Disney Kid.
Elle propose de nouvelles séries, et reprend des dessins animés diffusés autrefois dans le Disney Club (Doug et sa suite inédite, La Petite Sirène proposée juste après la sortie de La Petite Sirène 2 : Retour à l'océan en octobre 2000).

## Liste des séries proposées (par ordre chronologique)
| Couacs en vrac                 | 1er septembre 1999 -14 juin 2000    |
| Les 101 Dalmatiens, la série   | 1er septembre 1999 - 4 octobre 2000 |
| Doug                           | 23 février 2000 - 13 juin 2001      |
| Hercule                        | 30 août 2000 - 9 janvier 2002       |
| La Petite Sirène               | 21 février 2001 - 25 avril 2001     |
| Les Weekenders                 | 29 août 2001 - 29 mai 2002          |
| Les Aventures de Buzz l'Éclair | 29 août 2001 - 29 mai 2002          |

## Séries Disney proposées juste avant l'émission
- Gargoyles, les anges de la nuit
- Chérie, j'ai rétréci les gosses
- Aux frontières de l'étrange  28/10/01 - 29/09/02